# Hirokōji-dōri (Kyoto)
Pour les articles homonymes, voir Hirokōji.
Le Hirokōji-dōri (広小路通, Hirokōji-dōri), littéralement Rue Hirokōji, est une voie du centre-nord de Kyoto, dans l'arrondissement de Kamigyō. Orientée est-ouest, elle débute au Kawaramachi-dōri (en) et termine au Teramachi-dōri (en), devant le parc Kyōto Gyoen.

## Description

### Situation
La rue dans le centre-nord de Kyoto est situé à l'est du parc Kyoto Gyoen et à l'ouest de la rivière Kamo.
Elle suit le Kōjinguchi-dōri au sud et précède l'Ishiyakushi-dōri (石薬師通) au nord.

### Voies rencontrées
De l'est vers l'ouest. Les voies rencontrées de la droite sont mentionnées par (d), tandis que celles rencontrées de la gauche, par (g). Contrairement à la plupart des petites rues du centre-ville, elle n'est pas à sens unique.
1. Kawaramachi-dōri (en) (河原町通)
2. Teramachi-dōri (en) (寺町通)

- Sources : arc.ritsumei.ac.jp[2]

## Odonymie
Le nom Hirokōji (広小路) signifie large ruelle. C'est un nom fréquemment utilisé pour nommer les rues.

## Histoire

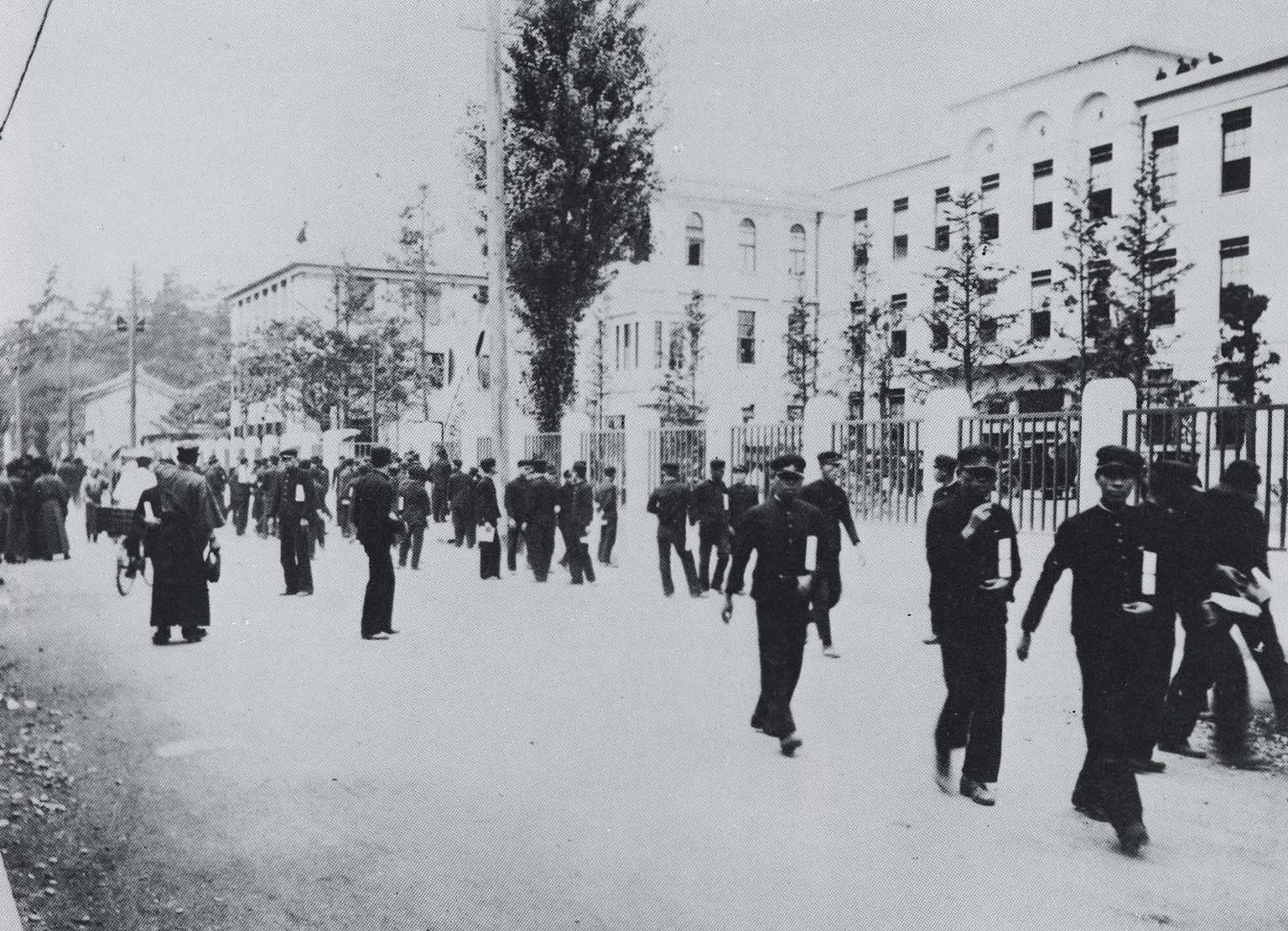
Étudiants du Ritsumeikan marchant le long du Hirokōji-dōri vers 1930.

L'école Kyoto Hōsei (ja), fondé par Nakagawa Kojūrō (ja) y déménage fin décembre 1901. L'école est rénovée en 1905 et devient l'université de Ritsumeikan. La faculté d'Administration est créée en 1968. L'espace, qui se résume en 21 500 mètres carrés sur le côté nord de la rue, devient de plus en plus serré pour l'école croissante, et la faculté de Sciences sociales déménage en 1970. En 1978, c'est la faculté de Littérature qui quitte.
L'université de Ritsumeikan est relocalisé officiellement en 1981 avec le départ de la faculté de Droit. Le terrain est vendu à la préfecture en mars de la même année, et l'université de Médecine y est installée. En 2012, une plaque commémorative est inaugurée sur la rue, commémorant l'ancien emplacement de Ritsumeikan.
Comme le carrefour Hyakumanben (ja) faisant référence à l'université de Kyoto, le Hirokōji-dōri était un métonyme pour Ritsumeikan. L'université de Ritsumeikan est aujourd'hui dans l'arrondissement de Kita.

## Patrimoine et lieux d'intérêt
- Université préfectorale de médecine de Kyoto
- Centre préfectoral des arts et de la culture de Kyoto
- Collège de l'université préfectorale de médecine de Kyoto (京都府立医科大学医療短期大学)
- Rozan-ji (en), temple bouddhiste
- Enceinte de Kyoto au Rozan-ji (ja)
- Nashinoki-jinja (ja), sanctuaire shinto
- Parc Kyoto Gyoen, entrée Seiwain (清和院御門)

Lieux d'intérêts sur le Hirokōji-dōri
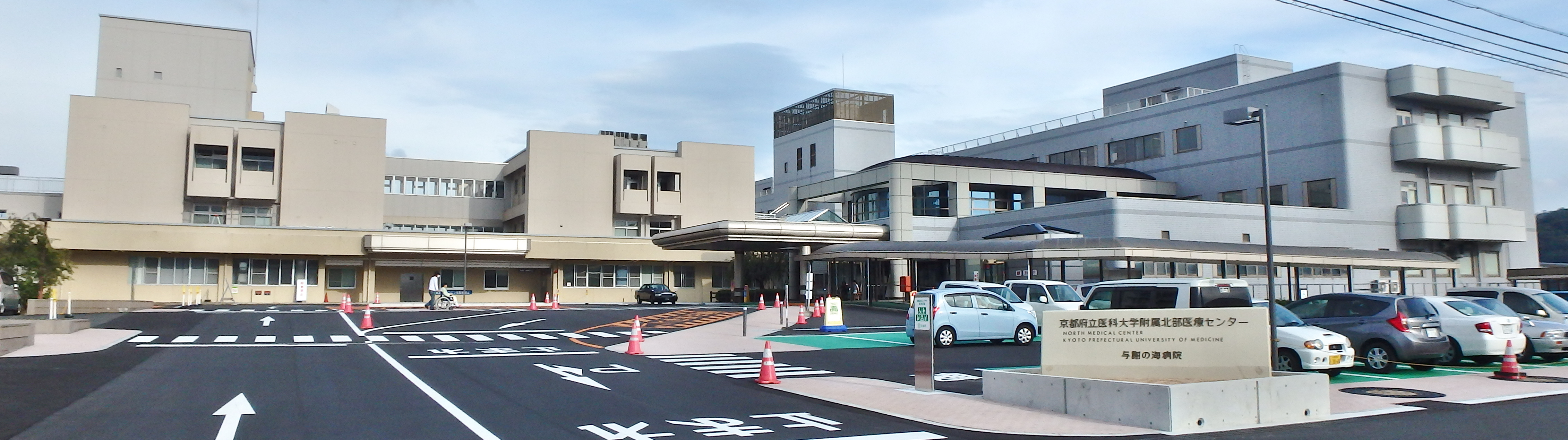
Université préfectorale de médecine de Kyoto (centre hospitalier universitaire).
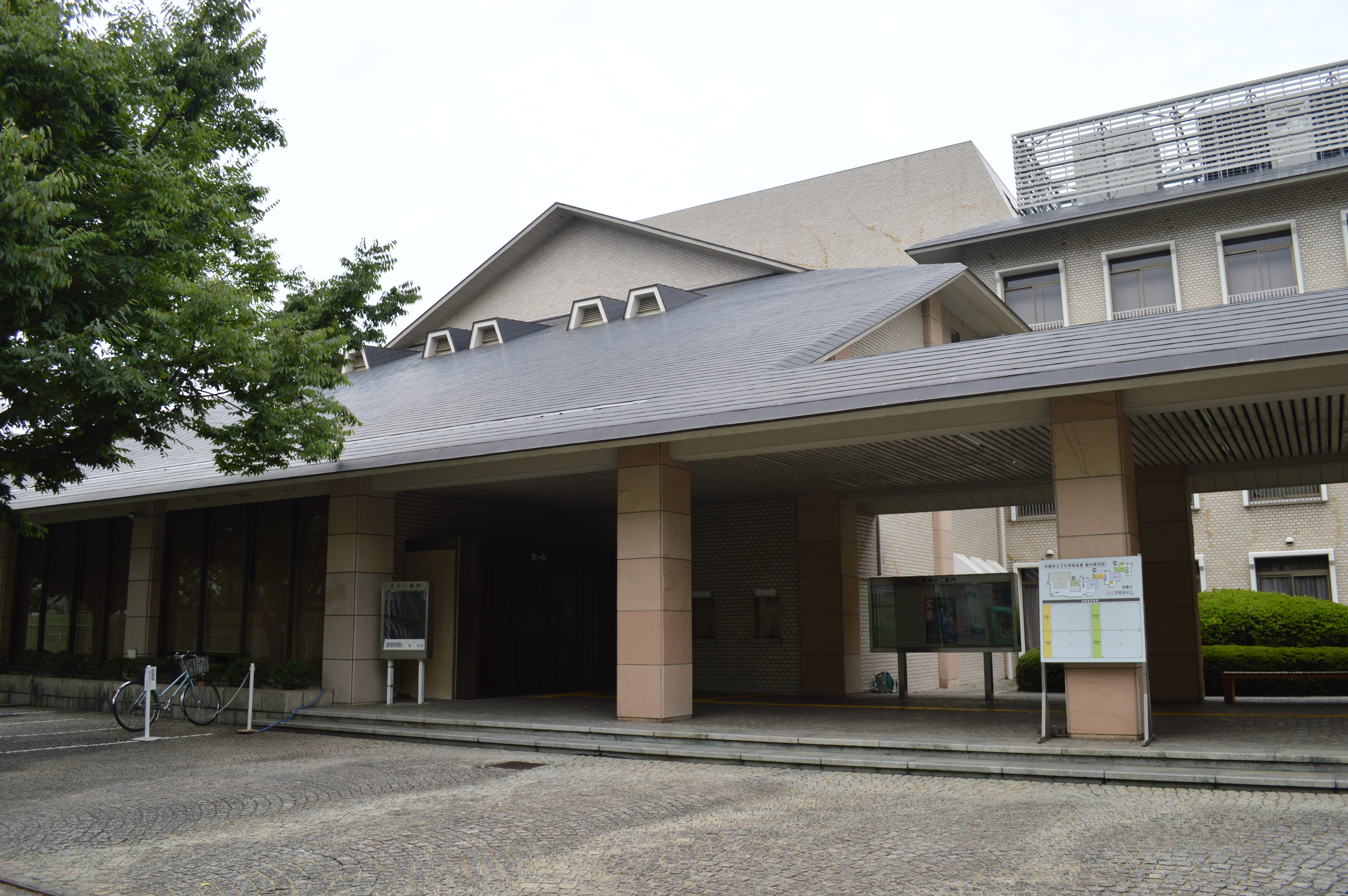
Centre préfectoral des arts et de la culture.
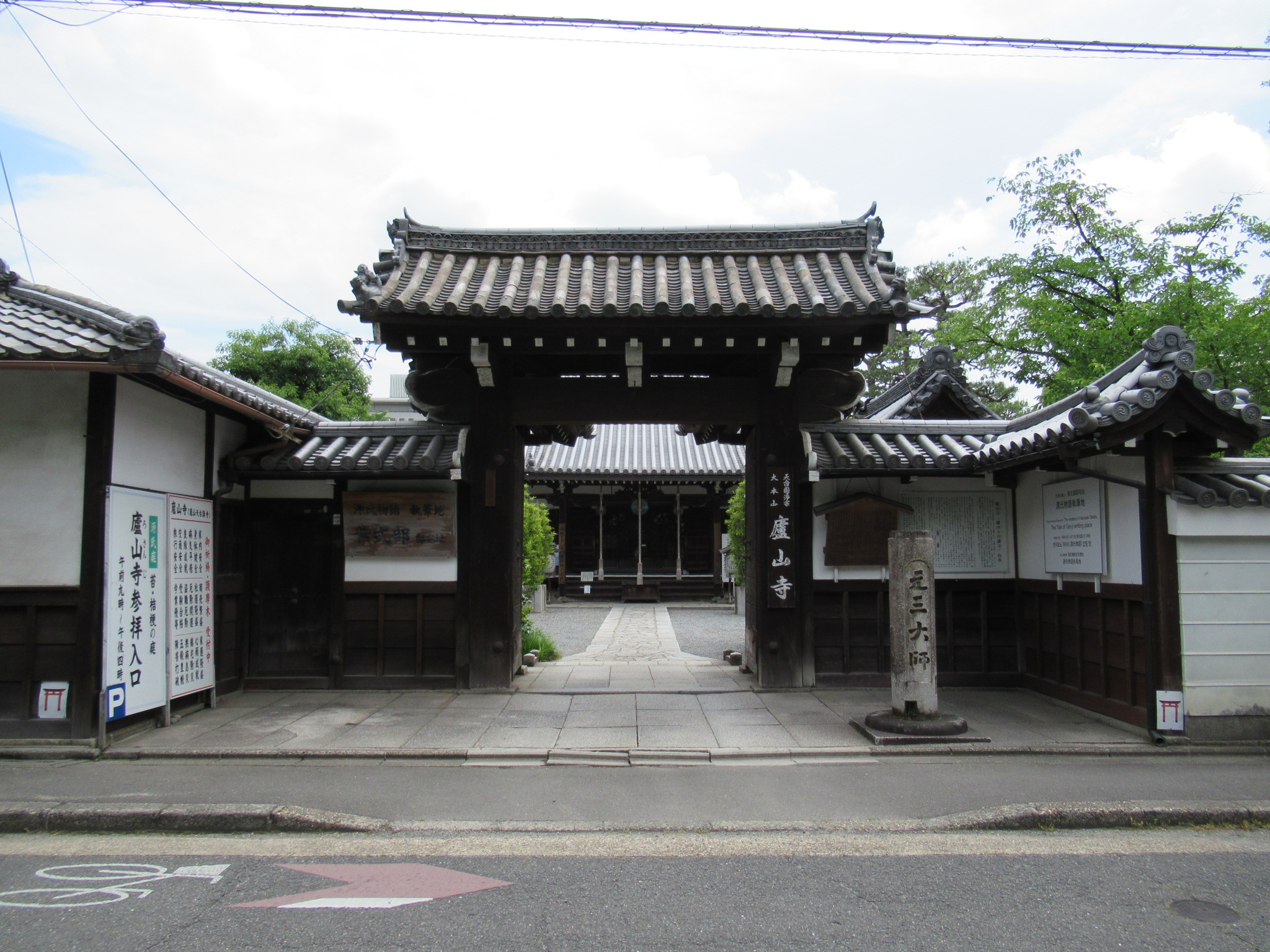
Entrée du Rozan-ji.
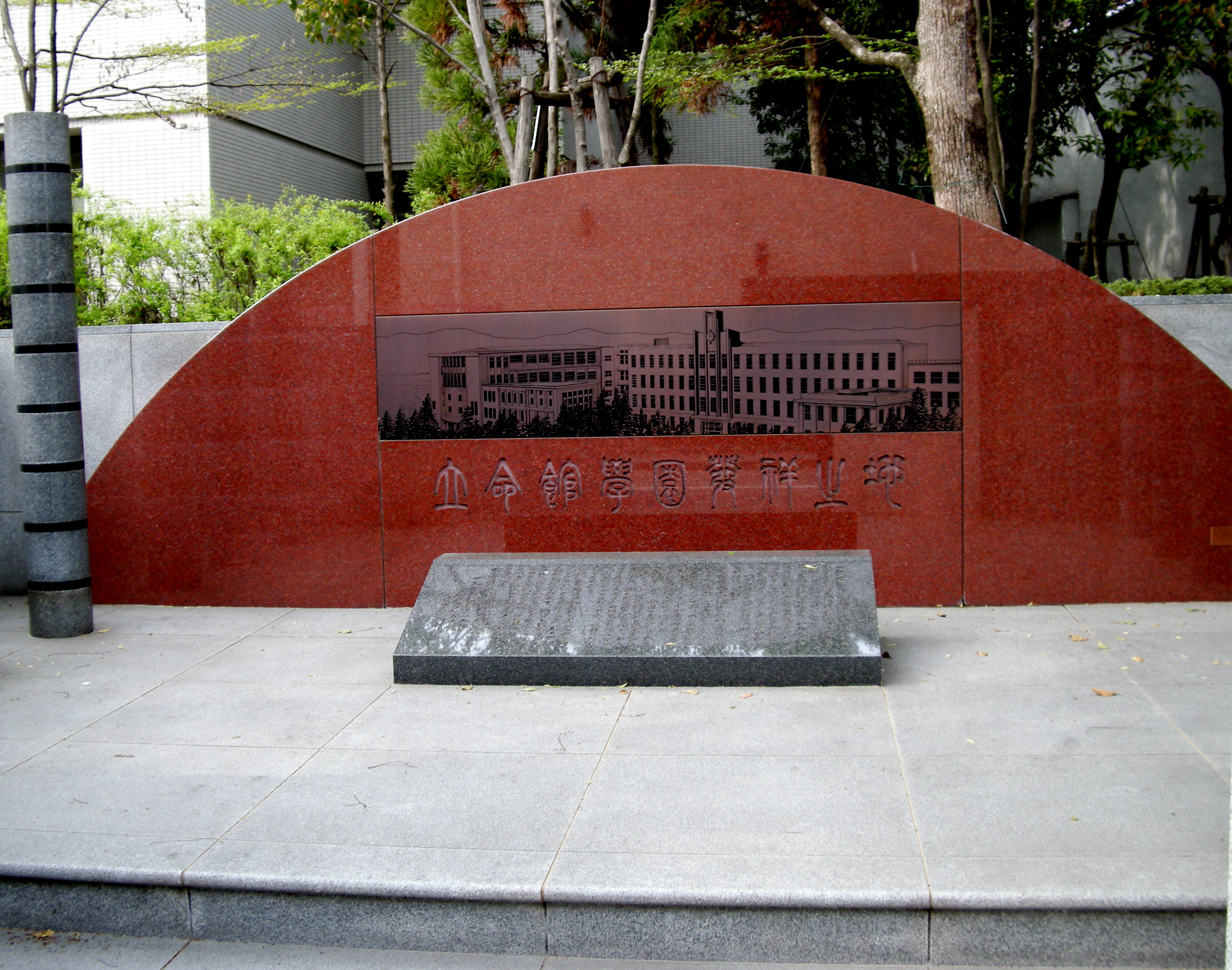
Plaque commémorative à l'université de Ritsumeikan (titre gravé par Ryōsetsu Imai (ja).
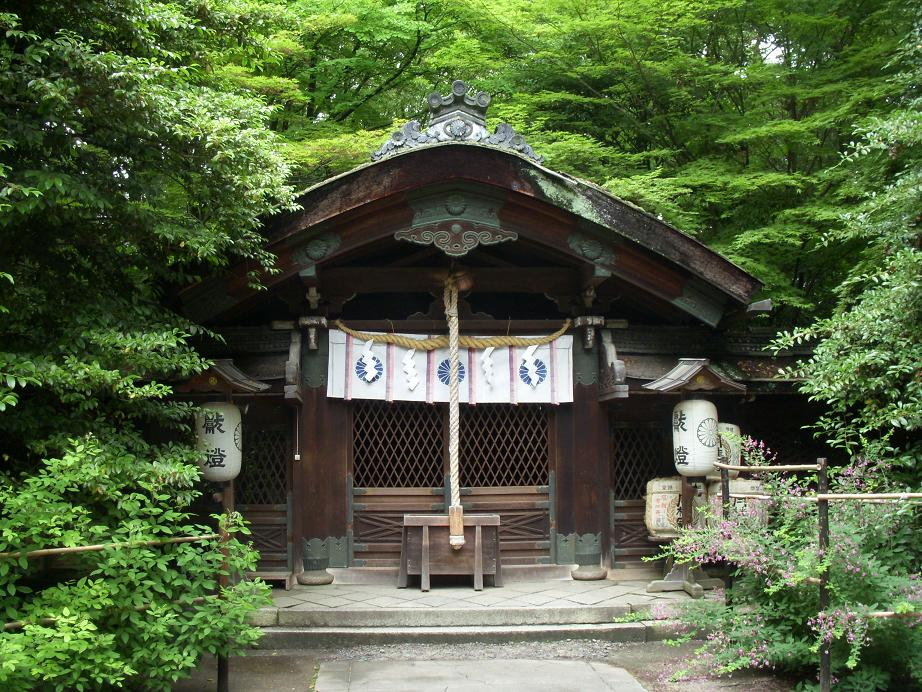
Nashinoki-jinja.